# 신용훈
신용훈(辛容勳, 1904년 경남 창녕 ~ 1952년 6월 26일)은 제2대 국회의원을 지낸 대한민국의 정치인이다. 국회의원 임기 중 한국 전쟁이 발발해 조선민주주의인민공화국으로 갔다. 평양 룡성구역의 재북인사 묘역에 묻혀 있다.

## 약력
- 경성법학전문학교 졸업
- 경남도속 법제경제 교수
- 경상남도 의령군수

## 역대 선거 결과
| 실시년도 | 선거   | 대수 | 직책     | 선거구      | 정당   | 득표수  | 득표율          | 순위 | 당락 | 비고 |
| -------- | ------ | ---- | -------- | ----------- | ------ | ------- | --------------- | ---- | ---- | ---- |
| 1950년   | 총선   | 2대  | 국회의원 | 경남 창녕군 | 무소속 | 9,779표 | \| \| 18.54% \| | 1위  |      | 초선 |
|          | 18.54% |      |          |             |        |         |                 |      |      |      |

## 참고자료
- 신용훈 - 대한민국헌정회
- 김지형 기자 (2004년 5월 1일). “62기 중 안재홍 이광수 김효석 조헌영...등 좌우 인사 39명 묘소 최초 공개 - 평양룡성구역 '재북인사들의 묘'를 가다”. 민족21. 2007년 10월 6일에 원본 문서에서 보존된 문서. 2008년 2월 22일에 확인함.
- 권기태 기자 (2005년 7월 27일). “北, 납북-월북 62人 평양묘역 공개”. 동아일보. 2008년 2월 22일에 확인함.[깨진 링크(과거 내용 찾기)]